# Museo de los Combatientes del Morro de Arica
El Museo de los Combatientes del Morro de Arica está ubicado en el jirón Cailloma 125, Lima (Perú). Es un museo dedicado a la memoria de los soldados que combatieron en la Guerra del Pacífico, que enfrentó a Bolivia y Perú contra Chile entre 1879 y 1883.

## Historia
El museo fue instalado en la casa donde nació en 1816 el coronel Francisco Bolognesi, máximo héroe militar peruano que falleció durante la Batalla de Arica (1880). La casona, declarada monumento nacional el 29 de enero de 1962, fue restaurada durante el Gobierno Revolucionario de la Fuerza Armada, inaugurándose el 7 de junio de 1975. Su restauración interior estuvo a cargo del arquitecto Alfonso Estremadoyro, que le devolvió su prestancia colonial, mas no así la fachada, de cuya restauración se encargó el Instituto Nacional de Cultura. En 2016 el museo fue nuevamente restaurado así como muchas piezas de su colección, como trajes militares y cartas manuscritas de Bolognesi.

## Colección

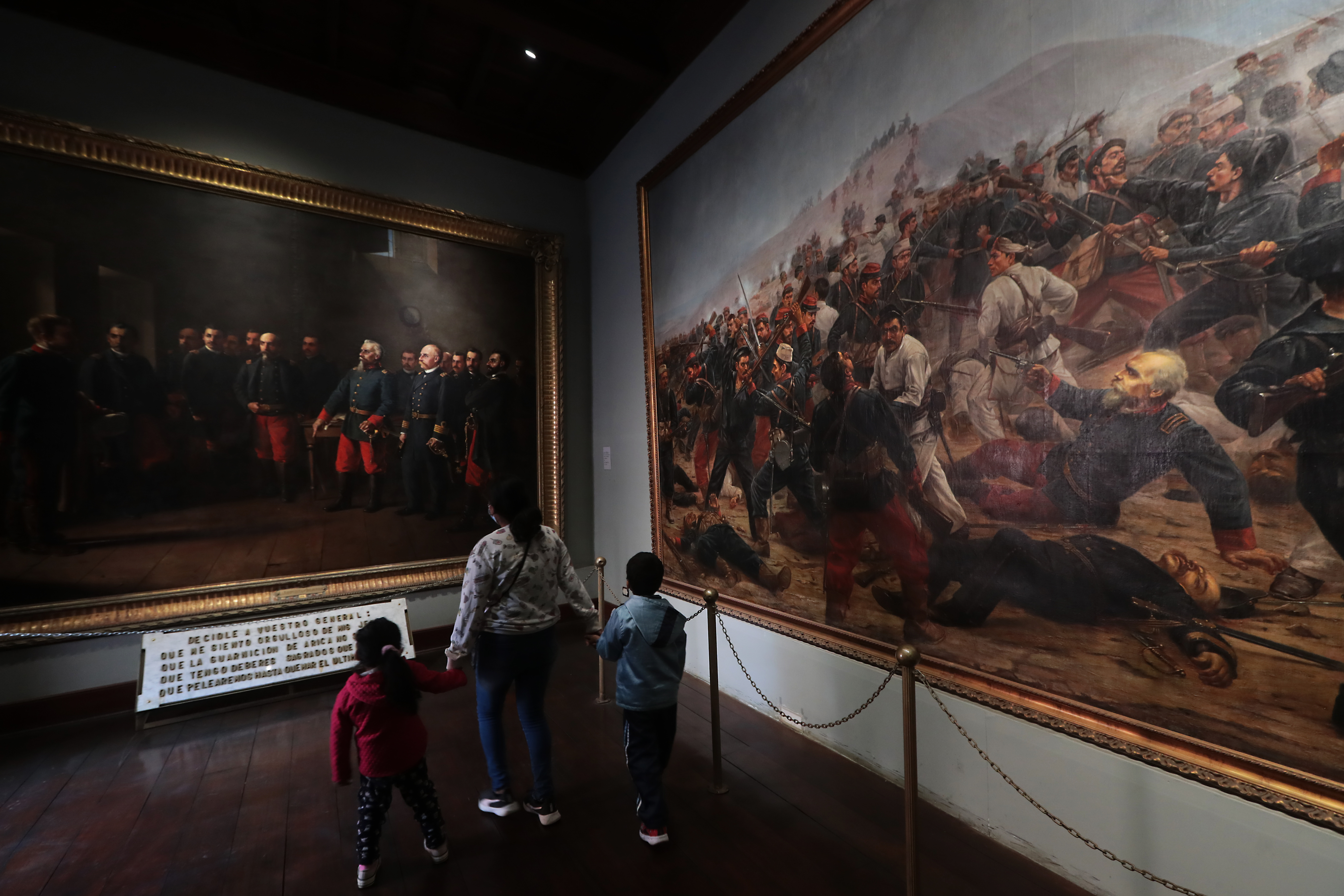
Interior del museo, donde en una de las salas se pueden visitar los cuadros de Juan Lepiani La respuesta y El último cartucho.

El museo se divide en 12 salas temáticas. Entre las piezas más destacadas de la colección se encuentran los cuadros La respuesta y El último cartucho de Juan de Lepiani, y la bandera peruana que ondeaba en el morro de Arica antes de ser territorio chileno.